# Steve Alpert
Steve M. Alpert (1950) è un animatore e produttore cinematografico statunitense.
È un ex membro del consiglio di amministrazione dello Studio Ghibli e ha lavorato come capo delle operazioni all'estero per quindici anni. Sebbene semi-ritiratosi, continua comunque a collaborare con lo Studio Ghibli per i suoi progetti, come doppiare il personaggio di Castorp (basato sulle sue fattezze) nell'opera di Hayao Miyazaki del 2013 Si alza il vento. Prima di unirsi allo Studio Ghibli, ha lavorato per i Walt Disney Studios.

## Pubblicazioni
- Sharing a House With the Never-Ending Man: 15 Years at Studio Ghibli, Stone Bridge, ISBN 978-1611720570